# Vaal
Vaal (wym. [fɑːl]) – rzeka w Południowej Afryce o długości 1120 km, najdłuższy prawy dopływ Oranje. Ma swoje źródła w Hoogeveld w Górach Smoczych, uchodzi do Oranje w okolicy miasta Douglas.
Główne miasto nad rzeką to Vaal-Vereeniging. W okolicach tego miasta zbudowano zapory wodne.